# La doppia vita di Veronica
La doppia vita di Veronica (La Double Vie de Véronique) è un film del 1991 diretto da Krzysztof Kieślowski.

## Trama
Weronika è una ragazza polacca con una voce sublime. Si sposta a Cracovia per far visita alla zia malata. Durante le prove di un coro cui assiste, Weronika, pur non facendone parte, si mette a cantare. In virtù di questo, è notata dalla direttrice di tale coro, la quale le chiede di fare un'audizione. Tale audizione ha, come ben prevedibile, esito positivo, e la talentuosa ragazza ottiene, così, la parte di voce solista in un concerto per coro e orchestra. Durante il concerto, però, Weronika cade a terra e muore. Qualche giorno prima del decesso, per le strade della città, aveva visto salire su un pullman una turista che, sorprendentemente, aveva il suo identico aspetto.
A Parigi, intanto, la francese Véronique, che, per l'appunto, era la turista del pullman, si sente tutto d'un tratto strana: ha la sensazione di essere sola al mondo. Dopo aver saputo dal proprio medico di avere gravi problemi di cuore, Véronique va dal proprio maestro di musica ed annuncia di voler smettere di cantare. Se continuasse, infatti, rischierebbe di morire: fa quindi la scelta opposta a quella di Weronika. Divenuta insegnante di canto, Véronique un giorno conosce un marionettista che si esibisce in uno spettacolo nella scuola. La ragazza inizia a ricevere telefonate anonime e pacchi contenenti delle musicassette; da alcuni indizi riesce a risalire al mittente e scopre che si tratta proprio del marionettista, Alexandre. Tra i due nasce una relazione.
Una notte, in una stanza d'albergo, Alexandre fa notare a Véronique che in una foto del suo viaggio in Polonia c'è una donna uguale a lei; Véronique scoppia in lacrime. Alexandre costruisce una marionetta con le sembianze di Véronique, e visto che ne costruisce anche un'altra per sicurezza, comincia ad inventare la storia di due donne identiche nate lo stesso giorno, in città diverse ma unite psicologicamente; vuole chiamare questa storia "La doppia vita di..." ma non gli viene un nome appropriato.

## Distribuzione
Il film è stato presentato in anteprima al Festival di Cannes 1991 il 15 maggio, poi al Toronto Film Festival il 7 settembre ed al New York Film Festival il 20 settembre. In Polonia è uscito il 6 ottobre.

## Riconoscimenti
- Festival di Cannes 1991: miglior interpretazione femminile (Irène Jacob), Premio FIPRESCI, Premio della giuria ecumenica
- SFCC: miglior film straniero
- Los Angeles Film Critics Association: miglior colonna sonora
- National Society of Film Critics: miglior film straniero
- Sant Jordi: miglior attrice
- Warszawski Miedzynarodowy Festiwal Filmowy: miglior regista

## Collegamenti ad altre pellicole
- Il personaggio del padre di Weronika si era già visto nel Decalogo 7, sempre interpretato da Władysław Kowalski. Il personaggio di Weronika, e della sua malattia di cuore che le impedirebbe di cantare, era invece già stato tratteggiato in una sottotrama del Decalogo 9.
- Il compositore Van den Budenmayer, citato nel film, in realtà non esiste, e la sua musica è opera di Zbigniew Preisner. Kieślowski usa tale nome fittizio in Decalogo 9, Tre colori - Film blu e Tre colori - Film rosso.
- Il regista ha voluto omaggiare Dante Alighieri con la scena del concerto: le parole del testo cantato da Weronika sono l'incipit del Secondo Canto del Paradiso.
- Kieslowski in origine, per i ruoli del marionettista Alexandre Fabbri e di Veronica, aveva pensato rispettivamente a Nanni Moretti[1] ed Andie MacDowell.[2] Per la protagonista venne poi contattata Juliette Binoche[3] che però fu costretta a declinare l'offerta, in quanto occupata con le riprese di Gli amanti del Pont-Neuf. Fecero in seguito un provino Julie Delpy[4](senza successo) e Irène Jacob, che riuscì ad ottenere la parte. Curiosamente, queste ultime tre attrici saranno le protagoniste dei tre episodi della Trilogia dei colori.
- Weronika vede dalla finestra una vecchietta che porta due buste pesanti e le chiede se può aiutarla. La stessa vecchietta si vedrà in Tre colori - Film blu e Tre colori - Film rosso.